# Favourite Website Awards
FWA (Favourite Website Awards), dit The FWA est une plate-forme internationale de récompenses qui honore et récompense les concepteurs Web, les développeurs et les agences du monde entier pour leur excellence dans le domaine de la conception et du développement  . La FWA a été fondée en mai 2000  par Rob Ford.
En novembre 2012, le FWA était le programme de récompenses de sites Web le plus visité de l'histoire d'Internet, avec plus de 170 millions de visites .

## Jury
Le jury FWA est composé de plus de 500 professionnels du web (200 femmes + 200 hommes) de 35 pays.

## Prix décernés
- FWA du jour (FOTD) : Chaque jour, le jury FWA sélectionne le meilleur projet,
- FWA du mois (FOTM) : Chaque jour, le jury FWA sélectionne le meilleur projet,
- Prix du public (PCA) : Chaque année, un vote du public sélectionne le projet préféré des internautes,
- FWA de l'année (FOTY) : Chaque année, le jury FWA sélectionne le meilleur projet[4] .

## Temple de la renommée
Le « FWA Hall of Fame  » a été créé en mai 2007 (pour célébrer le septième anniversaire de la FWA), en guise de reconnaissance des plus grands individus et entreprises du Web.

## Voir également
- Awwwards